# Castell de Vecpiebalga
El Castell de Vecpiebalga també anomenat Castell Piebalga (en letó: Vecpiebalgas pilsdrupas), era el castell d'un bisbe al municipi de Vecpiebalga en la històrica regió de Vidzeme, al nord de Letònia.
El castell va ser destruït primer a la Guerra de Livònia de 1577 y un any més tard restaurat, però al segle xviii, el castell va quedar reduït a ruïnes.

## Galeria (2013)

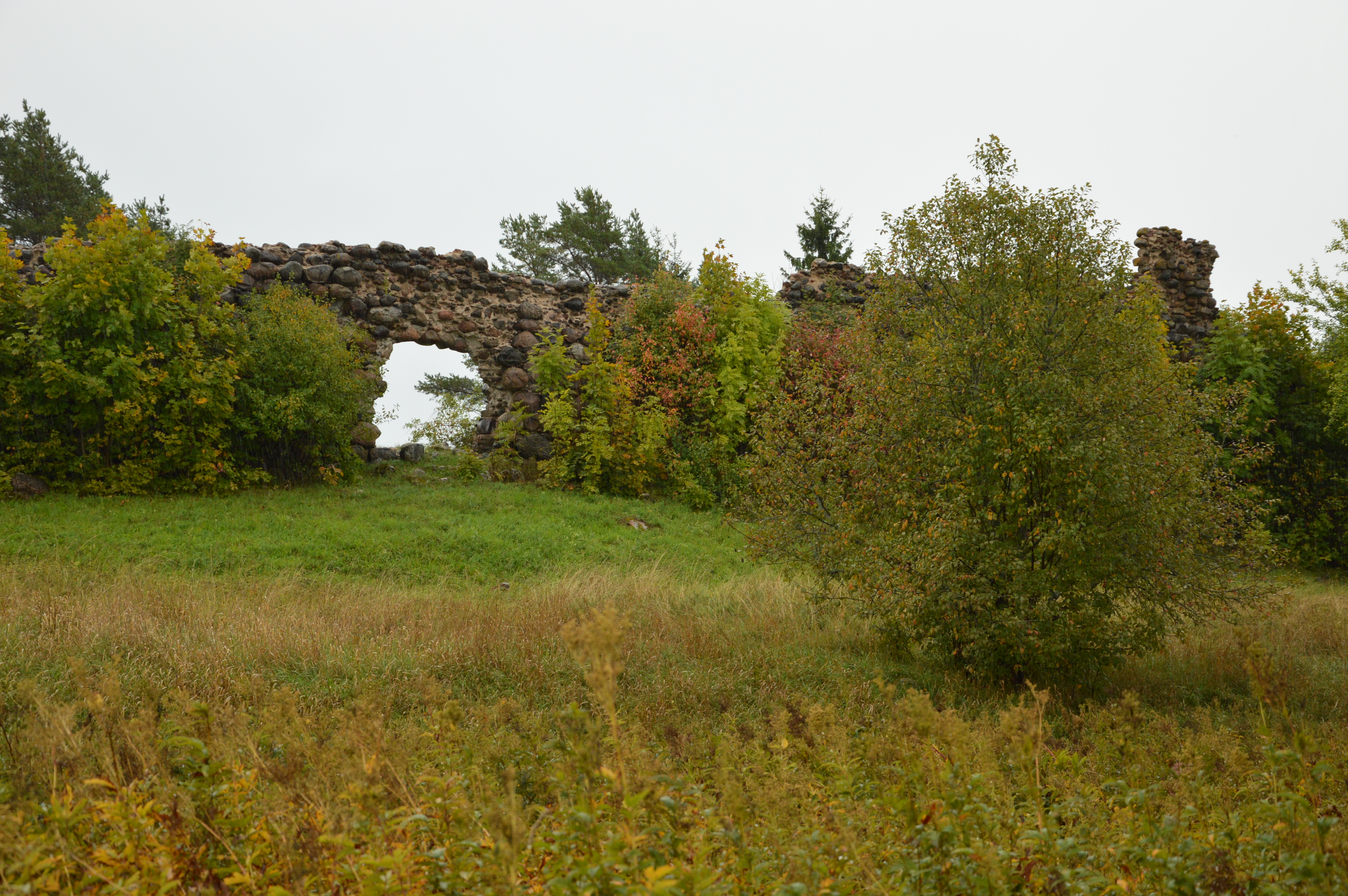
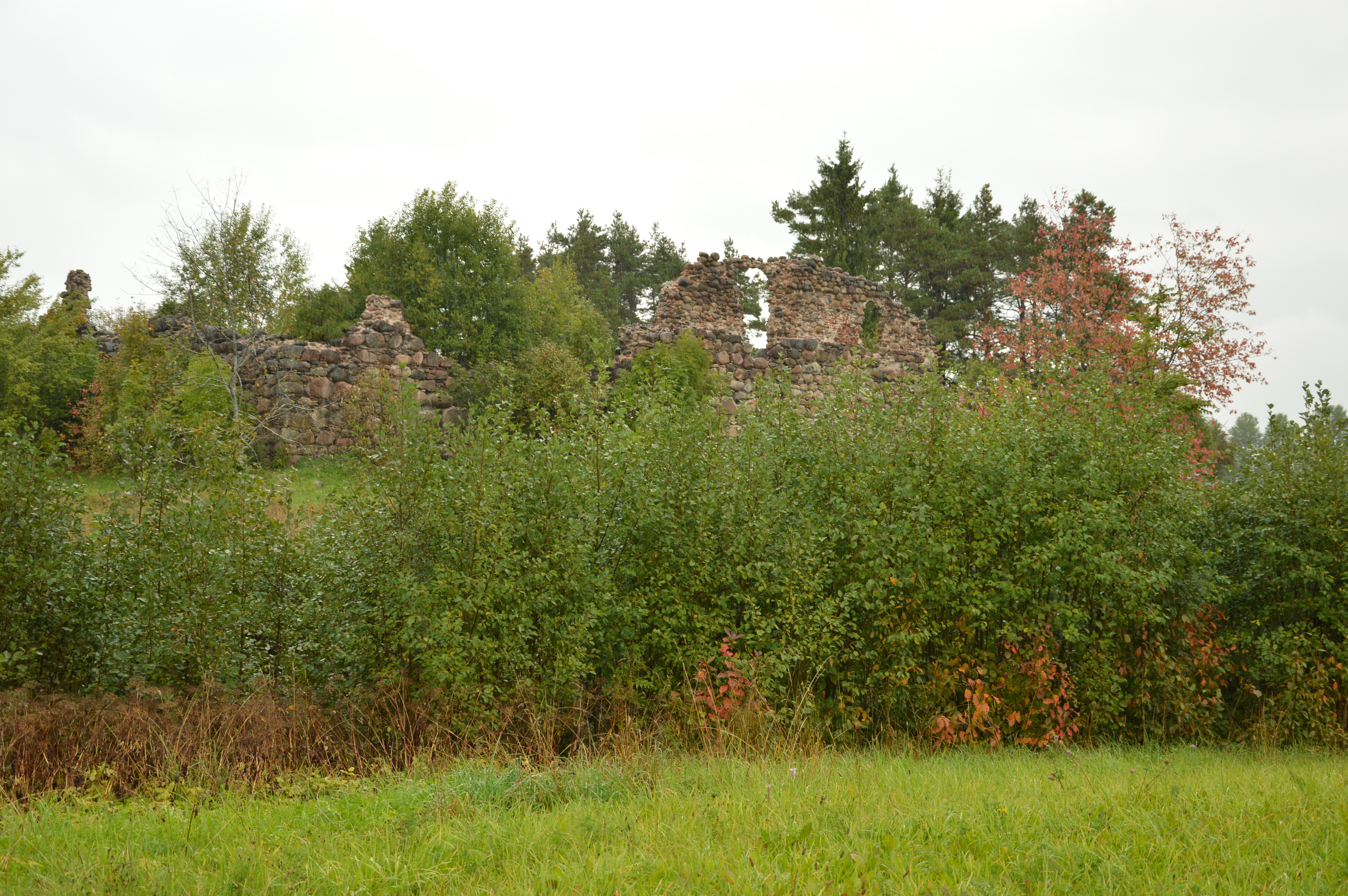
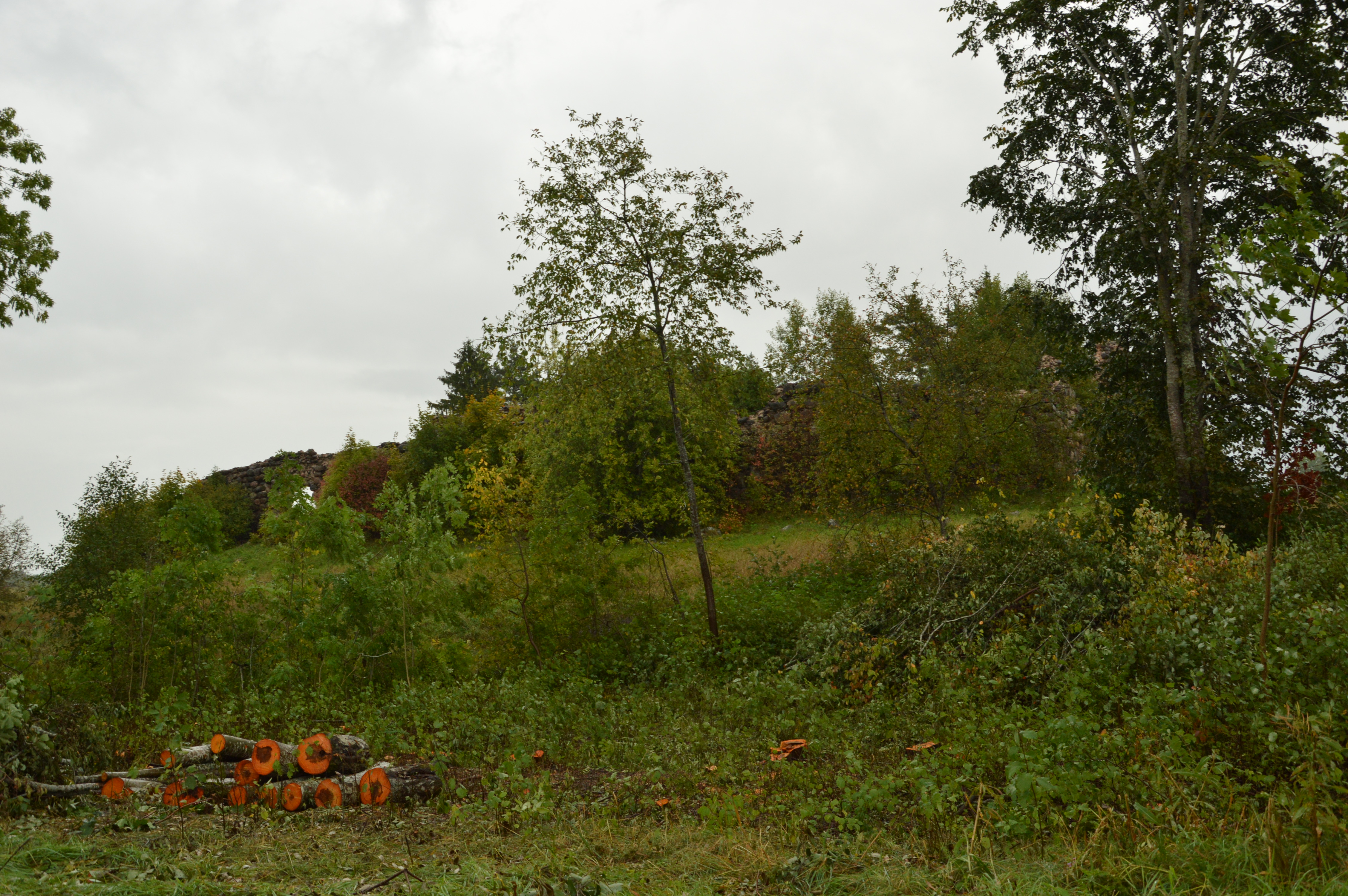